# Діллінген (Саар)
Діллінген (нім. Dillingen) — місто в Німеччині, знаходиться в землі Саар. Входить до складу району Саарлуї.
Площа — 22,07 км2. Населення становить 19 668 ос. (станом на 31 грудня 2021).